# Barabanove, Bilohirsk
Barabanove (în ucraineană Барабанове) este un sat în așezarea urbană Zuia din raionul Bilohirsk, Republica Autonomă Crimeea, Ucraina.

## Demografie
Componența lingvistică a localității Barabanove
     Rusă (53,97%)
     Tătară crimeeană (43,65%)
     Alte limbi (0,79%)
Conform recensământului din 2001, majoritatea populației localității Barabanove era vorbitoare de rusă (53,97%), existând în minoritate și vorbitori de tătară crimeeană (43,65%).